# Anna Putnová
Anna Putnová (* 24. července 1960 Brno) je česká pedagožka, podnikatelka a politička, v letech 2010 až 2017 poslankyně Poslanecké sněmovny PČR, od roku 2022 zastupitelka města Brna, členka TOP 09.

## Život
Je absolventkou Přírodovědecké fakulty Masarykovy univerzity. Její profesní kariéra je spojena s Vysokým učením technickým v Brně, kde vyučuje management a etiku podnikání. Na Fakultě podnikatelské působila Anna Putnová v různých akademických funkcích. Od roku 1993 působí na různých pozicích Fakulty podnikatelské VUT v Brně. V letech 1999 až 2002 jako proděkanka, v roce 2008 byla zvolena, jako první žena v historii VUT, děkankou fakulty a tuto funkci vykonávala do roku 2012.
V roce 1995 patřila k zakladatelkám Asociace podnikatelek a manažerek v Brně. Od téhož roku je členkou výboru Společnosti pro etiku v ekonomii (SEE / SEEPS). V letech 1996–1999 byla členkou evropské skupiny akademiků proti rasismu ARARE. V roce 2007 se stala viceprezidentkou Svazu podnikatelek ČR a je aktivní členkou Rotary klubu. Anna Putnová je také členkou řady mezinárodních organizací, působila v Ekonomické komisi OSN pro podnikání žen. Je čestnou předsedkyní Moravské asociace podnikatelek a manažerek. Publikuje v zahraničním i domácím odborném tisku. Anna Putnová je příležitostní lektorka Charity a Nadace za důstojné stáří.
Anna Putnová je vdaná a má dva syny.

## Politická kariéra
V roce 2009 se Anna Putnová stala lídrem jihomoravské kandidátky TOP 09. Poslankyní Poslanecké sněmovny Parlamentu České republiky byla zvolena z prvního místa kandidátky TOP 09 ve volbách 2010 v Jihomoravském kraji a stala se předsedkyní Výboru pro vědu, vzdělání, kulturu, mládež a tělovýchovu. Ve volbách v roce 2013 svůj mandát obhájila.
Ve volbách do Poslanecké sněmovny PČR v roce 2017 již nekandidovala.
„Do politiky jsem vstoupila, aby politika znovu byla tím, čím být má – službou veřejnému zájmu. Aby byla obnovena důvěra v politiky. Jak? Recept není originální. Osobním příkladem a souladem slov a činů. A o to jsem se jako poslankyně a předsedkyně sněmovního výboru snažila.“
„Nikdo z nás není osobou natolik veřejnou, aby nebral v potaz svoji osobní situaci. Mám dvě dospělé, samostatné děti, rodina mě podporuje a stojí za mnou. Je mým motorem i kotvou. Také proto jsem mohla přijmout tuto výzvu.“
V komunálních volbách v roce 2022 byla za TOP 09 zvolena zastupitelkou města Brna, a to na kandidátce subjektu „SPOLEČNĚ - ODS a TOP 09“.
Je stálým hostem Rady vlády pro výzkum, vývoj a inovace.

## Profesní a další aktivity
- 1995–1998 zakládající členka Asociace podnikatelek a manažerek
- 1995–doposud členka výboru Společnosti pro etiku v ekonomice (SEE / SEEPS)
- 1996–1997 členka European Business Ethics Network (EBEN)
- 1996–1999 členka evropské skupiny akademiků proti rasismu, Academic Response to Antisemitism and Racism in Europe (ARARE)
- 1998–doposud čestná předsedkyně Českomoravské asociace podnikatelek a manažerek
- 2002–2004 členka „týmu expertů“ Ekonomické komise OSN pro podnikání žen
- 2006–doposud lektorka v manažerských kurzech MBA
- 2007–doposud členka redakční rady Journal of Global Business and Technology
- 2007–doposud členka týmu Regionální inovační strategie Brno
- 2008–doposud členka pracovní skupiny pro přípravu ISO 26000, ISO standards for Corporate Social Responsibility
- 2008–2012 děkanka FP VUT v Brně